# Araz Abdullayev
Araz Abdullayev (ur. 18 kwietnia 1992 w Baku) – azerski piłkarz grający na pozycji pomocnika. Od początku profesjonalnej kariery występuje w Neftçi PFK. W reprezentacji Azerbejdżanu zadebiutował w 2009 roku. Do 10 października 2013 roku rozegrał w niej 6 meczów.